# Yolanda Arrieta
Pour les articles homonymes, voir Arrieta.
Yolanda Arrieta Malaxetxeberria, (née à Etxebarria, en Biscaye, le 6 juillet 1963), est une écrivaine, pédagogue et dramaturge en langue basque. Elle est surtout connue pour ses ouvrages de littérature pour enfants en langue basque et pour ses travaux sur l'importance de la tradition orale dans cette littérature.

## Biographie
Diplômée de l'École supérieure du professorat d'Eskoriatza (spécialité "Philologie basque"), à l'Université de Mondragón, elle poursuivit ses études et s'est spécialisée en théâtre à l'école "Antzerti" du Gouvernement basque. Ensuite elle a poursuivi des études d'anthropologie culturelle et sociale, à la Faculté de philosophie et sciences de l'éducation de Saint-Sébastien, à l'Université du Pays Basque.
Aujourd'hui elle vit à Usurbil.
Son activité principale, à laquelle elle s’est consacrée le plus longtemps, est la littérature. En plus de l'écriture narrative, elle a également dirigé des ateliers visant à stimuler le goût pour la littérature et la lecture. Entre autres activités, elle a organisé des séminaires avec des enseignants dans le but de sensibiliser les jeunes à la littérature pour enfants et à la tradition orale,.

## Œuvres

### Romans
- 1990 : Jimiren Lagune (revue Susa)
- 1991 : Luisa (revue Susa)
- 1995 : Noiz baina! (revue Egan)
- 1996 : Lekurik bai? (Gouvernement basque)
- 1996 : Bihozkadak (revue Egan)
- 1998 : Jostorratza eta haria (KUTXA)[2]
- 2000 : Gutiziak (en collaboration avec plusieurs écrivains) (Txalaparta)
- 2001 : Jostorratza eta haria (Alberdania)
- 2005 : Jostorratza eta haria-Aguja e hilo (Édition bilingue basque-espagnol Atenea)
- Lauaxeta. Idazleek idazleari Omenaldia (en collaboration) (EHU)
- 2008 : Uretan lez (Erein)
- 2009 : Off-on (Erein)
- 2014 : Argiaren alaba (en partie écrit dans le domaine d’Abbadia à Hendaye, dans le cadre d'une résidence d’artiste, avec le programme "Hogei'ta", ensuite édité par l'auteure avec la collaboration de la municipalité de Markina-Xemein, en Biscaye)
- 2019 : Ataria (Denonartean)

### Essais
- 2005 : Gatzaren atzetik (édité par l'auteure)
- 2016 : Aho bete amets: ahozko haur poesiaren alde (Denonartean)

### Littérature pour enfants
- 1992 : Badago Aile ez dago...? (Gouvernement Basque; réédité 1998, Aizkorri)
- 1992 : Begigorritarren erlojua (SM)
- 1994 : Hegaldiak (SM)
- 1995 : Denboaren kanta-kontuak (SM)
- 1996 : Nola bizi, zazpi bizi (DDB)
- 2000 : Izar bat erori donne zerutik lurrera (Baigorri et Gara)
- 2004 : Groau! (Aizkorri)
- 2005 : Astebeteko kontuak (Aizkorri)
- 2007 : Oinutsik jauregian (Ibaizabal)
- 2007 : Ametsetarako hitzak Divers auteurs (Lea-Artibaiko Hitza)
- 2008 : Zazpi pertsonaia istorio bila (Aizkorri)
- 2008 : Zorionak! (Iurretako Udala)
- 2009 : Amarunen alamandrea (Gero-Mensajero)
- 2009 : Agur, ama (Aizkorri)
- 2009 : Ongi etorri! (Galdakaoko Udala)
- 2010 : Itzalpetik (Erein)
- 2010 : Nitaz ahaztu dira (Erein)
- 2011 : Ils aimaient urteak [Aizkorri)
- 2011 : Iturretako ermita (Markina Xemeingo Udala)
- 2011 : ABCD berri bat (Mezulari)
- 2011 : Ai, ai, ai! (Mezulari)
- 2012 : Basajaun eta Martin (Erein)
- 2014 : Maddalenen usaina (Ibaizabal)
- 2017 : Luna-cuna  (Elkar)

### Autres
- 2004 : Eskola Antzerkirako Gida, (en collaboration avec Antton Irusta, Idoia Beratarbide et Iñaki Friera, Euskal Idazleen Elkarteak argitaratua)
- 2004 : Ipuina Lantzeko Gida , en collaboration avec Iñaki Friera,Idoia Beratarbide et Antton Irusta (Euskal Idazleen Elkartea)
- 2005 : Saldarako (Conte) (IVAP Revue Administrazioa euskaraz, n. 49)
- 2006 : Zortzi unibertso, zortzi idazle interviewée par Ana Urkiza (Alberdania)
- 2006 : Zurian zuri (Beterriko liburua)
- 2007 : Mari (conte) (Mairie de Bilbao)
- 2008 : K.M et M.K (Conte)(IVAP Revue Administrazioa euskaraz, n. 61)
- 2008 : Article "Idazketa sortzailetik pentsamendu sortzailera"  (édition digitale de Basque Ikaskuntza)

## Distinctions
- 1990 : I.Legazpi saria, Antzerkia.
- 1991 : Baporea saria
- 1991 : Euskadi Antzerki Saria
- 1991 : Santurtziko antzerki labur saria
- 1991 : Pedro Barrutia antzerki saria
- 1993 : Saint-Sébastien hiria antzerkiko 2. saria
- 1998 : Irun hiria saria Décerne un prix Ville d'Irun,par Jostorratza eta haria, diverses éditions.
- 2006 : Prix Max par Groau! (Aizkorri) - Meilleure création théâtrale en basque[4].
- 2011 : Peru Abarka saria, Markina Xemeingo Udala
- 2015 : Prix Euskadi de Littérature par Argiaren alaba (édition de l'auteure)